# Camino a Belén
Camino a Belén (título original en inglés: Journey to Bethlehem) es una película musical cristiana estadounidense de 2023 dirigida por Adam Anders, en su debut como director de largometraje. Escrita por Anders y Peter Barsocchini, la película está protagonizada por Milo Manheim y Fiona Palomo como José y María, con Antonio Banderas como el Rey Herodes.

## Reparto
- Fiona Palomo como María
- Milo Manheim como José
- Lecrae como Gabriel
- Joel Smallbone como Antípatro
- Antonio Banderas como Rey Herodes
- Antonio Cantos como Joaquín
- Maria Pau Pigem como Ana
- Moriah Peters como Débora
- Stephanie Gil como Rebeca
- Antonio Gil como Jacob
- Alicia Borrachero como Raquel
- Rizwan Manji como Gaspar
- Geno Segers como Baltasar
- Omid Djalili como Melchor

## Producción
La película y su elenco se anunciaron en marzo de 2023, con la recién llegada Fiona Palomo como María, la estrella de Zombies Milo Manheim como José y Antonio Banderas como el Rey Herodes. Los lugares de rodaje incluyeron el Castillo de Santa Bárbara en Alicante.

### Música
La banda sonora se lanzó el 3 de noviembre de 2023. La versión de lujo que contiene la música instrumental original se lanzó el 24 de noviembre de 2023.

## Estreno
Journey to Bethlehem se estrenó en cines el 10 de noviembre de 2023 por Sony Pictures y Affirm Films. Un avance se estrenó junto a Big George Foreman de Affirm, antes de ser lanzado en YouTube.

## Recepción
Journey to Bethelem recibió reseñas generalmente mixtas a positivas de parte de la crítica y de la audiencia. En el sitio web agregador de reseñas Rotten Tomatoes, la película posee una aprobación de 73%, basada en 22 reseñas, con una calificación de 6.3/10 y un consenso crítico que dice "Journey to Bethlehem agrega una entrada sólidamente tradicional y sorprendentemente divertida, aunque ocasionalmente melosa, a la larga lista de películas de Natividad". De parte de la audiencia tiene una aprobación de 95%, basada en más de 1000 votos, con una calificación de 4.7/5.
En el sitio IMDb los usuarios le asignaron una calificación de 6.3/10, sobre la base de más de más de 1300 votos. En la página web FilmAffinity la película tiene una calificación de 5.8/10, basada en 44 votos.